# Làstotxka
Làstotxka (en rus: Ласточка) és un poble del krai de Primórie, a l'Extrem Orient de Rússia, que en el cens del 2010 tenia 178 habitants.